# 스코피언 오프쇼어
스코피언 오프쇼어 (Scorpion Offshore)는 해상 시추 설비 운영 회사이다.

## 역사
스코피언 오프쇼어는 2005년 4월 22일에 창립되었다. 본사는 버뮤다에 등록되어 있으며 실질적으로는 휴스턴에 사무실을 두고 있다.
2010년 5월 31일, 시드릴은 스코피언 오프쇼어의 주식 40% 가랑을 주당 40.50 노르웨이 크로네 ($6.26)에 인수하여 경영권을 확보했다.